# Sericomyia himalayensis
Sericomyia himalayensis är en tvåvingeart som beskrevs av Enrico Adelelmo Brunetti 1907. Sericomyia himalayensis ingår i släktet torvblomflugor, och familjen blomflugor. Inga underarter finns listade i Catalogue of Life.